# 象皮鎧金星介
象皮鎧金星介（学名：Cypridopsis elephantiasis）为金星介科鎧金星介屬下的一个种。